# Sovjetunionens folkräkning 1989
Sovjetunionens folkräkning 1989 (ryska: Всесоюзная перепись населения 1989) var den sista folkräkningen i Sovjetunionen. Den genomfördes från den 12 till den 19 januari 1989.

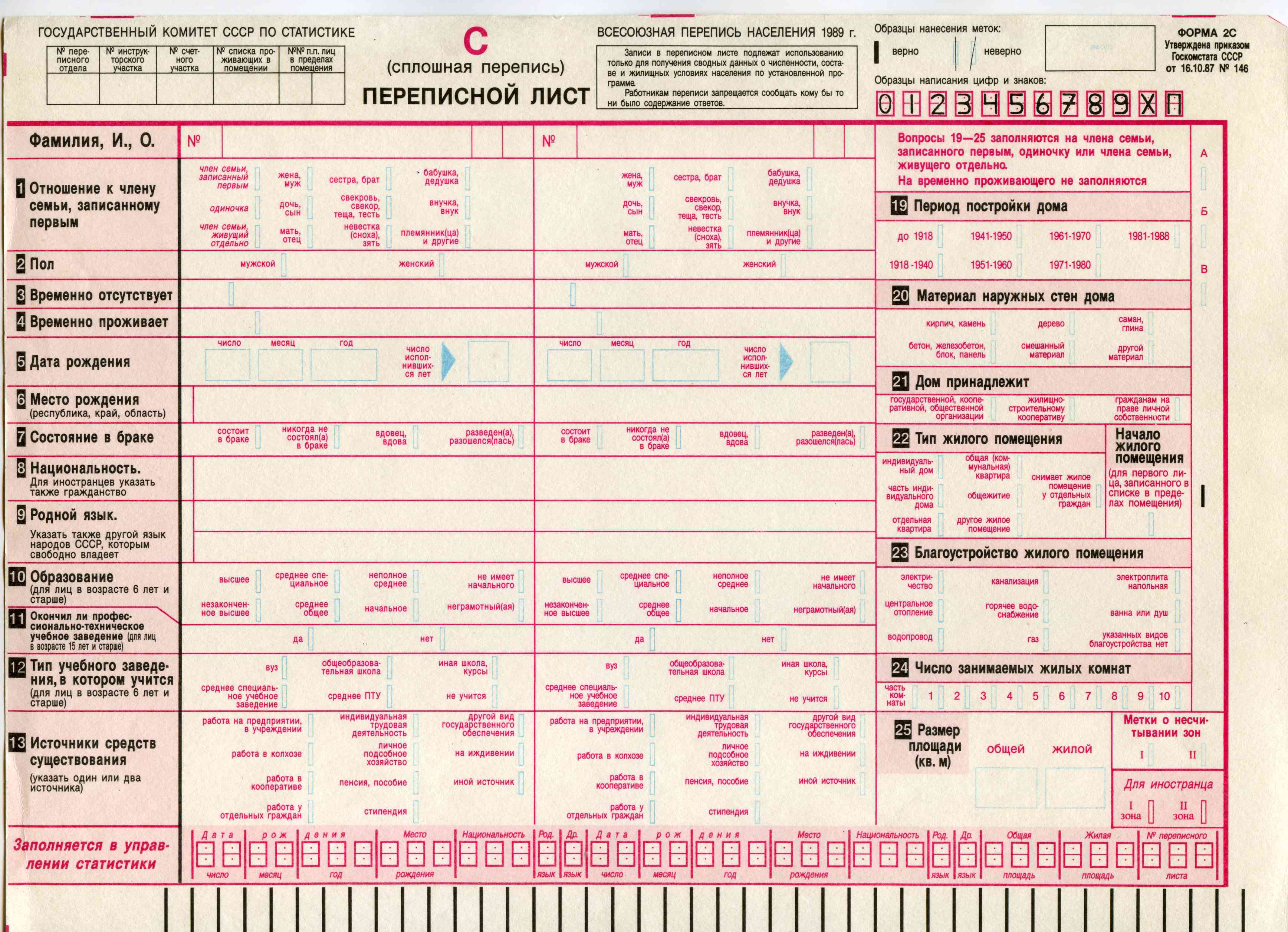
Formulär från 1989 års folkräkning.

Folkräkningen registrerade ett invånarantal på 286 730 819, vilket gjorde Sovjetunionen till världens tredje folkrikaste land, före USA men efter Indien. Den etniska sammansättningen var heterogen, och ryssar utgjorde knappt majoriteten av befolkningen (50,78 %). Trots att befolkningen totalt sett hade ökat sedan den föregående folkräkningen 1979, upplevde inte alla minoriteter samma ökning. Den judiska befolkningen var 1989 1,45 miljoner, vilket var en minskning från 1959 då den var 2,27 miljoner.